# Lucile Le Thuc
Lucile Le Thuc est une joueuse française de volley-ball née le 19 septembre 1992 . Elle mesure 1,78 m et joue passeuse.

## Clubs
| Club                    | De        | À         |
| ----------------------- | --------- | --------- |
| ES Le Cannet-Rocheville | 2009-2010 | 2009-2010 |
| ES Le Cannet-Rocheville | 2011-2012 | 2013-2014 |
| ES Le Cannet-Rocheville | 2016-2017 | 2016-2017 |
| Racing Club de Cannes   | 2020-2021 | en cours  |